# Crina Pintea
Crina Elena Pintea (születési neveː Ailincăi; Törökhídja, 1990. április 3. –) világbajnoki bronzérmes, egyszeres EHF Bajnokok Ligája-győztes román válogatott kézilabdázó, beálló, a CSM București játékosa.

## Pályafutása

### Klubcsapatokban
Crina Pintea 16 éves korában kezdett kézilabdázni. 2010-től a román élvonalban játszó HC Zalău játékosa volt. A zilahi csapattal négy szezonban is szerepelt az EHF-kupában. A 2011-2012-es idényben a sorozat döntőjébe is bejutott csapatával, de ott az orosz Lada Togliatti erősebbnek bizonyult. 2015 októberében a német Thüringer játékosa lett, akikkel bajnoki címet nyert a 2015-2016-os szezonban. 2017 nyarán a francia Paris 92 csapatában folytatta pályafutását. 2018 decemberében a Győri Audi ETO kivásárolta a szerződéséből, így 2019 januárjától a Rába-parti csapat játékosa lett. 2019. március 1-jén bejelentették, hogy a következő szezontól a CSM Bucureștiben folytatja pályafutását. A 2021-2022-es szezont megelőzően visszatért Győrbe.

### A válogatottban
A román válogatottban 2012-ben mutatkozott be, bronzérmet szerzett a csapattal a 2015-ös világbajnokságon. A 2016-os riói olimpián nem vett részt, de 2017-ben az új szövetségi kapitány, Ambros Martín újra számított játékára a nemzeti csapatban.

## Sikerei, díjai
- Román bajnokság:
  - Bronzérmes: 2015
- Román Szuperkupa:
  - Döntős: 2011
- Német bajnokság:
  - Bajnok: 2016
- DHB-Szuperkupa:
  - Győztes: 2016
- EHF-kupa:
  - Döntős: 2012
- Magyar bajnok: 2019,[12] 2022
- Magyar Kupa-győztes: 2019
- EHF-bajnokok ligája-győztesː 2019[13]